# Heterodrilus carinatus
Heterodrilus carinatus är en ringmaskart som beskrevs av Erséus och Wang 2003. Heterodrilus carinatus ingår i släktet Heterodrilus och familjen glattmaskar. Inga underarter finns listade i Catalogue of Life.